# Kizlyar
Huyện Kizlyar (tiếng Nga: ? райо́н) là một huyện hành chính tự quản (raion), của Dagestan, Nga. Huyện có diện tích 12 km², dân số thời điểm ngày 1 tháng 1 năm 2000 là 46100 người. Trung tâm của huyện đóng ở Kizlyar.